# Glyptothorax honghensis
Glyptothorax honghensis és una espècie de peix de la família dels sisòrids i de l'ordre dels siluriformes.

## Morfologia
Els mascles poden assolir els 8,8 cm de llargària total.

## Distribució geogràfica
Es troba al nord-est de Laos, Vietnam i Yunnan (Xina).